# Cerace lemeepauli
Cerace lemeepauli es una especie de polilla de la familia Tortricidae. Se encuentra en el norte de Vietnam.
La envergadura es de aproximadamente 51 mm. La especie es externamente similar a Cerace stipatana, sin embargo, los genitales femeninos son distintos.